# ShadowMachine Films
ShadowMachine é uma empresa de produção fundada por Alexander Bulkley e Corey Campodonico. É o lar de talentos em animação para cinema, televisão, comerciais, e vídeos musicais.

## Filmografia

### Filme
- Hell & Back (2014)
- Lucy and the Anvill (TBA)
- Pinocchio (TBA)

### Televisão
- Pippi Longstocking (2017)
- Bojack Horseman (2014)
- TripTank (2014)
- Mary Shelley's Frankenhole (2010-2012)
- Titan Maximum (2009)
- The Grim Adventures (2005-2009)
- Moral Orel (2005-2008)
- Robot Chicken (2005-2012)